# DK22
Droga krajowa 22 is een nationale weg in Polen tussen de Duitse grens en de Russische grens. Bij de grensovergang met Duitsland bij Kostrzyn nad Odrą (aansluiting op Bundesstraße 1) is geen vrachtverkeer toegestaan.
Het traject, met een lengte van ongeveer 460 km, bestaat vrijwel geheel uit een enkele rijbaan met twee rijstroken.
De DK22 is aangelegd als de oude Duitse Reichsstraße 1. Deze liep van Aken in het westen naar Koningsbergen in het oosten van het Duitse Rijk en vandaar via Eydtkuhnen in Oost-Pruisen naar Virbalis in Litouwen. Na de oorlog kreeg de Reichsstraße 1 in de Bondsrepubliek Duitsland de naam Bundesstraße 1 en in de DDR de naam Fernverkehrsstraße 1. Het deel van het tracé op het naoorlogse grondgebied van Polen werd de DK22.

## Expresweg
Een deel van de nationale weg 22 (tussen Elbląg en de Russische grens over een lengte van 50 km) is op 24 september 2008 heropend als expresweg met het wegnummer S22. Er zijn plannen om de weg over een lengte van 320 km, tot Gorzów Wielkopolski, eveneens op te waarderen tot expresweg.

## Plaatsen aan de weg
- Grzechotki – (grens Rusland)
- Maciejewo
- wegonderbreking (omleiding via DK54 en Braniewo)
- Chruściel
- Elbląg
- Malbork
- Czarlin
- Starogard Gdański
- Zblewo
- Czarna Woda
- Czersk
- Chojnice
- Człuchów
- Barkowo
- Podgaje
- Jastrowie
- Wałcz
- Człopa
- Dobiegniew
- Strzelce Krajeńskie
- Gorzów Wielkopolski
- Krzeszyce
- Słońsk
- Kostrzyn nad Odrą (grens Duitsland)

DK1 · DK2 · DK3 · DK4 · DK5 · DK6 · DK7 · DK8 · DK9 · DK10 · DK11 · DK12 · DK13 · DK14 · DK15 · DK16 · DK17 · DK18 · DK19 · DK20 · DK21 · DK22 · DK23 · DK24 · DK25 · DK26 · DK27 · DK28 · DK29 · DK30 · DK31 · DK32 · DK33 · DK34 · DK35 · DK36 · DK37 · DK38 · DK39 · DK40 · DK41 · DK42 · DK43 · DK44 · DK45 · DK46 · DK47 · DK48 · DK49 · DK50 · DK51 · DK52 · DK53 · DK54 · DK55 · DK56 · DK57 · DK58 · DK59 · DK60 · DK61 · DK62 · DK63 · DK64 · DK65 · DK66 · DK67 · DK68 · DK69 · DK70 · DK71 · DK72 · DK73 · DK74 · DK75 · DK76 · DK77 · DK78 · DK79 · DK80 · DK81 · DK82 · DK83 · DK84 · DK85 · DK86 · DK87 · DK88 · DK89 · DK90 · DK91 · DK92 · DK93 · DK94 · DK95 · DK96 · DK97 · DK98